# Cool Britannia
Cool Britannia est un mouvement culturel qui caractérise le Royaume-Uni de la fin des années 1990, à la suite de l'arrivée au pouvoir du Labour et de Tony Blair.

## Historique

### Mode
Le lancement de magazines comme Loaded ou Dazed & Confused, ainsi que l'insistance de Liz Tilberis du Harper's Bazaar et Anna Wintour du Vogue américain de faire de Londres une place centrale de la mode contribuent à développer ce mouvement, avec l'appui incontournable d'Isabella Blow. La London Fashion Week, semaine de défilés de prêt-à-porter, semble incontournable et beaucoup de grandes entreprises internationales du luxe vestimentaires ouvrent d'immenses magasins sur Bond Street. Central Saint Martins déjà mondialement reconnu devient plus encore un lieu de formation réputé avec les nominations des britanniques Galliano et McQueen par LVMH à la tête des plus prestigieuses maisons de couture parisiennes.

### Musique
La britpop est aussi le fer de lance du renouveau du Royaume-Uni avec des groupes comme Supergrass, Oasis, Blur, Suede ou les Spice Girls au sommet de leurs gloires dès le milieu des années 1990.

### Arts
Le mouvement « Britart » voit l'émergence de jeunes artistes et de galeristes, essentiellement londoniens, érigés au statut de star plus encore que l'art lui-même.